# 高森町立高森東中学校
高森町立高森東中学校（たかもりちょうりつたかもりひがしちゅうがっこう）は、かつて熊本県阿蘇郡高森町野尻にあった公立の中学校。
2017年（平成29年）4月に高森町立高森東小学校と統合の上、「高森町立高森東学園義務教育学校」（義務教育学校）となった。

## 概要
歴史
1987年（昭和62年）に高森町立中学校3校（野尻・河原・草部北部）の統合によって創立。2017年（平成29年）に義務教育学校への統合により、32年の歴史に幕を下ろした。

## 沿革
旧・野尻中学校（のじり）

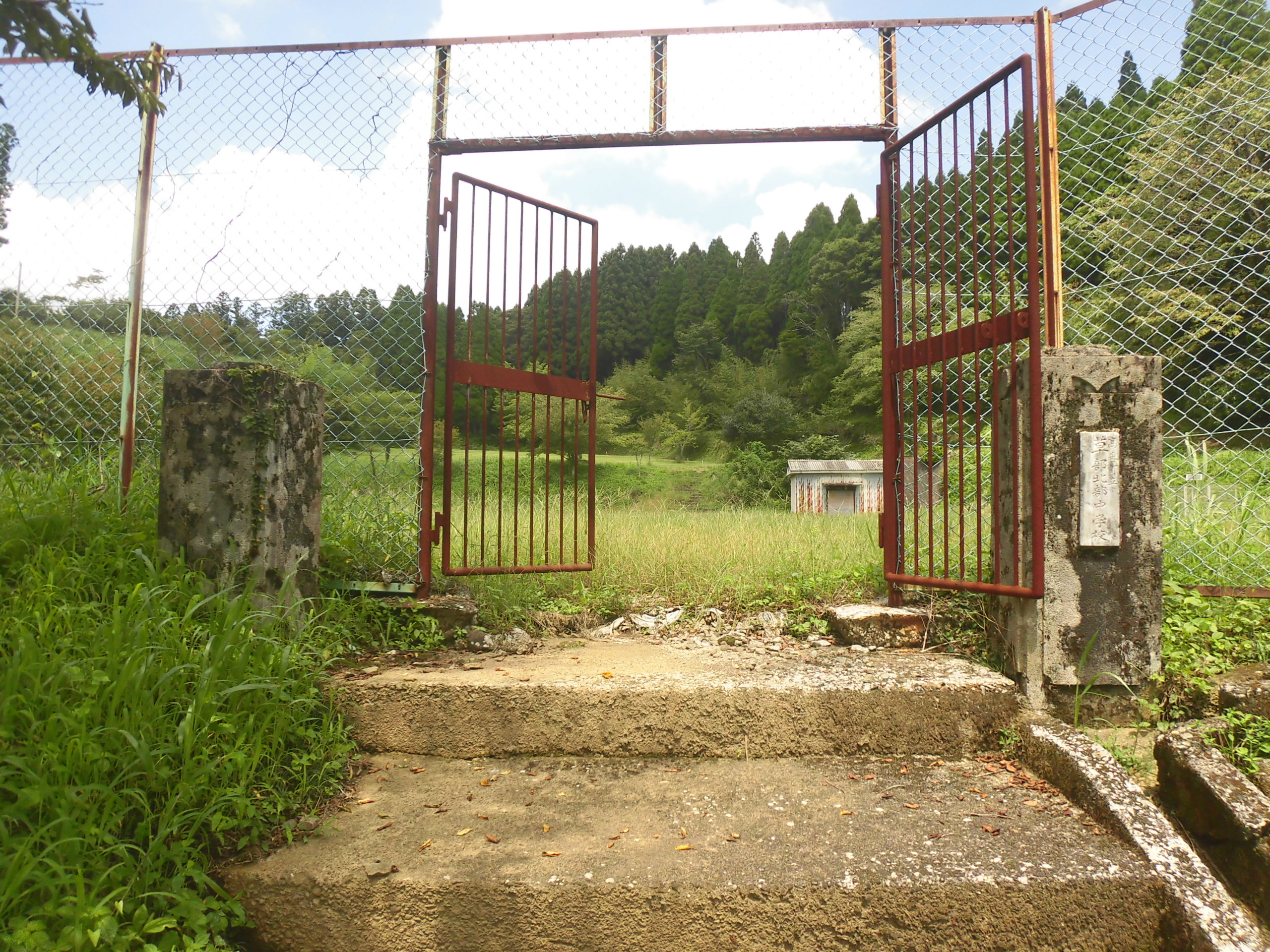
旧・草部北部中学校跡

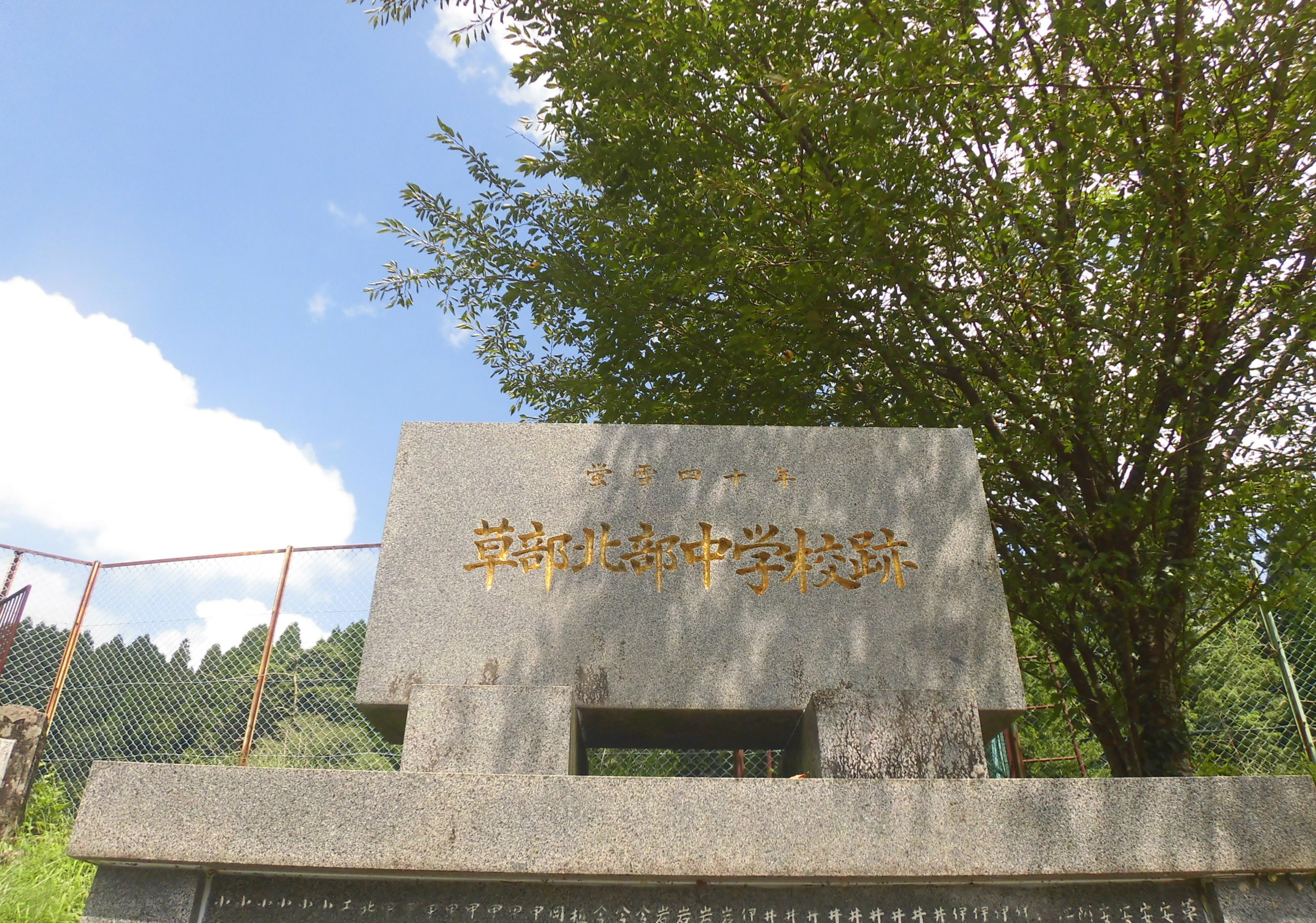
草部北部中 閉校記念碑

- 1947年（昭和22年）4月 - 学制改革（六・三制の実施）により、新制中学校「野尻村立野尻中学校」が創立。初代校長に白石崇が着任。河原分校と尾下分校を設置。
- 1951年（昭和26年）9月 - 木造新校舎が完成。
- 1952年（昭和27年）12月 - 尾下分校の新校舎が完成。
- 1954年（昭和29年）6月 - 尾下分校を廃止。
- 1956年（昭和31年）12月 - へき地集会室が完成。運動場を拡張。
- 1957年（昭和32年）8月1日 - 野尻村が高森町に編入されたため、「高森町立野尻中学校」と改称。
- 1960年（昭和35年）
  - 4月1日 - 河原分校が分離の上、高森町立河原中学校として独立。
  - 5月 - 特別教室が完成。
- 1962年（昭和37年）11月 - 理科室・音楽室が完成。
- 1965年（昭和40年）8月 - 校歌を制定。
- 1966年（昭和41年）6月 - 完全給食を開始。
- 1967年（昭和42年）3月 - 運動場を整備。
- 1969年（昭和44年）3月 - 校旗を制定。
- 1972年（昭和47年）10月 - プールが完成。
- 1976年（昭和51年）2月 - 新校門が完成。
- 1987年（昭和62年）3月31日 - 統合により閉校。40年の歴史に幕を閉じる。校地・校舎が新設校に継承される。
  - 最終所在地（野尻中学校）- 熊本県阿蘇郡高森町野尻1912番地（北緯32度49分32.3秒 東経131度14分40.2秒 / 北緯32.825639度 東経131.244500度）

旧・河原中学校（かわら）
- 1947年（昭和22年）4月 - 「野尻村立野尻中学校 河原分校」として創立。
- 1951年（昭和26年）12月 - 木造新校舎が完成。
- 1957年（昭和32年）8月1日 - 「高森町立野尻中学校 河原分校」に改称。
- 1960年（昭和35年）
  - 4月1日 - 野尻中学校から分離の上、「高森町立河原中学校」として独立。
  - 5月 - 帽章・バッジを制定。
  - 6月 - 校旗を制定。
- 1962年（昭和37年）3月 - 河原小学校旧校舎に家庭科室・調理室が完成。
- 1963年（昭和38年）3月 - 技術室が完成。
- 1965年（昭和40年）4月 - 完全給食を開始。
- 1971年（昭和46年）
  - 6月 - 校歌を制定。
  - 8月 - 河原小学校にプールが完成。
- 1987年（昭和62年）3月31日 - 統合により閉校。40年（独立27年）の歴史に幕を閉じる。
  - 最終所在地（河原中学校）- 熊本県阿蘇郡高森町河原3108番地（北緯32度53分05.0秒 東経131度14分28.3秒 / 北緯32.884722度 東経131.241194度）

旧・草部北部中学校（くさかべほくぶ）
- 1947年（昭和22年）- 「草部村立草部中学校 草部北部分校」として独立。
- 1955年（昭和30年）4月1日 - 「高森町立草部中学校 草部北部分校」に改称。
- 1959年（昭和34年）4月8日 - 草部中学校から分離の上、「高森町立草部北部小学校」として独立。
- 1961年（昭和36年）1月 - へき地集会室が完成。
- 1962年（昭和37年）12月 - 工作室が完成。
- 1967年（昭和42年）12月 - 第二運動場が完成。
- 1973年（昭和48年）9月 - プールが完成。
- 1974年（昭和49年）3月 - 校歌を制定。
- 1975年（昭和50年）11月 - 校旗を制定。
- 1987年（昭和62年）3月31日 - 統合により閉校。40年（独立28年）の歴史に幕を閉じる。
  - 最終所在地（草部北部中学校）- 熊本県阿蘇郡高森町矢津田219番地（北緯32度49分26.9秒 東経131度11分35.5秒 / 北緯32.824139度 東経131.193194度）

旧・草部中学校（くさかべ）
- 高森町立草部中学校#沿革を参照。
  - 最終所在地（草部中学校）- 熊本県阿蘇郡高森町芹口1533番地（北緯32度47分05.7秒 東経131度12分54.1秒 / 北緯32.784917度 東経131.215028度）

統合・高森東中学校
- 1987年（昭和62年）4月1日 - 高森町立中学校3校（野尻・河原・草部北部）が統合の上、「高森町立高森東中学校」となる。
- 2005年（平成17年）4月1日 - 高森町立草部中学校を統合。
- 2017年（平成29年）4月1日 - 高森町立高森東小学校と統合の上、「高森町立高森東学園義務教育学校」となる。

## 交通アクセス
最寄りのバス停留所
- 九州産交バス「蔵地」停留所

最寄りの幹線道路
- 熊本県道212号津留柳線

## 周辺
- 高森町立高森東幼稚園